# Шерниязов, Болотбек Эсентаевич
Болотбек Эсентаевич Шерниязов, Болот Шер (кирг. Болотбек Эсентаевич Шерниязов; Болот Шер; 1 мая 1959, с. Пушкино, Таласский район, Киргизская ССР — 21 июня 2020, Бишкек, Кыргызстан) — киргизский государственный деятель. Министр внутренних дел Временного правительства Кыргызстана (2010). Генерал-лейтенант милиции.

## Биография
После окончания в 1977 г. ПТУ-78 г. Москвы работал каменщиком СУ-67 треста Мосстрой № 14. С 1979 по 1982 г. работал штамповщиком Московского машиностроительного завода «Салют», затем слесарем завода им. Ленина.
В 1988 г. окончил Фрунзенскую специальную среднюю школу милиции МВД СССР, затем был направлен в органы МВД Киргизской ССР, в которых служил до 1991 г.
С 1991 г. находился в отставке, руководил частной фирмой.
С 1994 г. — депутат Уч-Коргонского сельского Совета народных депутатов Манасского района Таласской области. В 2000 г. был избран депутатом Собрания народных представителей Жогорку Кенеша Кыргызской Республики.
В июле 1998 г. был избран президентом республиканской федерации «Кок Бору», с 2001 г. — генеральный секретарь Международной Федерации «Кок Борү».
С 2005 г. — депутат и заместитель председателя Жогорку Кенеша Кыргызской Республики третьего созыва.
С 7 апреля 2010 г. после Революции в Кыргызстане был назначен министром внутренних дел временного правительства Кыргызстана. В связи с болезнью его обязанности временно исполнял первый заместитель министра Бактыбек Алымбеков.
С 10 ноября 2010 г. — депутат Жогорку Кенеша 5 созыва по списку оппозиционной партии «Ата-Мекен».
С июня 2011 г., выступая перед парламентом как бывший министр внутренних дел извинился перед родственниками погибших в Ошских событиях июня 2010 г. Предложил снять с себя звание генерал-лейтенанта милиции, временно снять с себя депутатский иммунитет. Одновременно обратился к председателю партии «Ата-Мекен» с просьбой вывести его из состава Политического совета партии и приостановить членство в партии.

## Награды и звания
- Орден «Манас» III степени.
- Золотая медаль «Древо дружбы» (14 ноября 2003 года, Совет Межпарламентской Ассамблеи государств — участников Содружества Независимых Государств) — за выдающийся вклад в формирование информационного пространства Содружества Независимых Государств[5].
- Именные часы Президента Кыргызской Республики (29 ноября 2011 года) — за значительный вклад в поступательное и устойчивое развитие и становление государственной власти[6].

## Ссылка
- Биография Шерниязова